# Butch Moore
Butch Moore, né James Augustine Moore le 10 janvier 1938 à Dublin et mort le 3 avril 2001, est un chanteur irlandais.
Il est connu pour avoir été le premier artiste à représenter l'Irlande au Concours Eurovision de la chanson, en 1965 à Naples avec la chanson Walking the Streets in the Rain.